# Paul Angerer
Pour les articles homonymes, voir Angerer.
Paul Leopold Ferdinand Angerer, né le 16 mai 1927 à Vienne et mort le 26 juillet 2017, est un altiste, chef d’orchestre et compositeur autrichien.

## Biographie
Paul Angerer a étudié la théorie de la musique et la composition avec Friedrich Reidinger et Alfred Uhl, et la direction d’orchestre avec Hans Swarowsky. Au début de sa carrière, il a appartenu au pupitre d’alto de l’Orchestre symphonique de Vienne, de celui de l’Orchestre de la Tonhalle de Zurich et de l’Orchestre de la Suisse romande puis il a été alto soliste à l’Orchestre symphonique de Vienne de 1953 à 1957. Angerer a alors commencé à diriger l'Orchestre de chambre de Vienne et des orchestres à Bonn et Ulm. De 1967 à 1972, il a été le chef principal du théâtre de l’Opéra de Salzbourg (Théâtre d'État de Salzbourg) et ensuite de l'Orchestre de chambre de Pforzheim de 1971 à 1982. En 1982, Angerer a commencé à conduire le Concilium musicum Wien qu'il a fondé la même année et a obtenu une place de professeur à l'Académie de musique et d'arts du spectacle de Vienne de 1982 à 1992.
Paul Angerer a reçu le grand prix d'État autrichien en 1953 pour sa Musik für Viola allein,.
Pour l'enregistrement complet des Sonates d'Église de Wolfgang Amadeus Mozart, son orchestre Concilium musicum Wien a reçu le Prix d'interprétation Mozart « Flötenuhr » de la Communauté Mozart de Vienne et de la Ville de Vienne.
En 1974, il enregistre, avec Konrad Ragossnig et le Südwestdeusches Kammerorchester, trois concertos pour guitare (de J. F. Fasch, A. Vivaldi et J. L. Krebs) pour Vox Musicalis - CBS (réf :  VOX 35 050).
Le style de Paul Angerer est influencé par celui de Paul Hindemith. Ses œuvres sont publiées par Verlag Doblinger, Universal Edition, C. Haslinger et Éditions M. Reift.

## Œuvres

### Opéra
- Die Paßkontrolle, opéra télévisé (1958)

### Orchestre
- Orchesterwerk I (1946)
- Orchesterwerk II (1947)
- Sinfonia III pour orchestre de chambre (1947)
- Musik für Streichinstrumente VIII pour 15 instruments à cordes (1950)
- Musik für Orchester (1950)
- Gradatio (1951)
- Sinfonia in A (1951)
- Concert pour la Jeunesse (1956)
- Musica fera (1956)
- Recordatio pour 14 cordes (1972)
- Ire in orbem pour orchestre à cordes (1975)

### Orchestre d'harmonie
- Angerer-Marsch (1986)
- Eisenbahn-Marsch (1987)

### Musique concertante
- Sinfonia I pour orgue et orchestre de chambre (1945)
- Concerto pour alto, clavecin et 5 vents (hautbois, cor anglais, 2 bassons, trompette) (1946)
- Concerto pour alto et orchestre de chambre (1947)
- Concerto pour clavecin et 6 winds (flûte, hautbois, 2 bassons, trompette et trombone) (1950)
- Concerto pour alto et brass sextet (3 trompettes, 2 trombones, tuba) (1950)
- Musik für Streichinstrumente IX pour alto et orchestre à cordes (1950)
- Responsorium pour cor anglais et orchestre à cordes (1951)
- Liberatio pour violon et orchestre de chambre (1952)
- Musik für Klavier und Streicher (Musique pour Piano et Strings) (1953)
- Musica ad impulsum et pulsum pour violon, alto, violoncelle et contrebasse solistes, orchestre à cordes et percussion (1955)
- Conference entre deux violoncelles pour 2 violoncelles et orchestre de chambre (1956)
- Konzert (Sonnerie) pour clavecin, orchestre à cordes et percussion (1956)
- Gloriatio pour contrebasse  et orchestre de chambre (1957)
- Concerto pour alto et orchestra (1962, 1975)
- Concerto pour 2 flûtes à bec alto et orchestre de chambre (1962)
- Concerto pour alto da gamba, cordes et percussion (1962)
- Concerto pour piano et orchestre à cordes (1962)
- Quicquam pour contrebasse  et orchestre à cordes (1977)
- Musica conquisita – pro fidicina et cordarum sonus pour harpe et orchestre à cordes (1981)
- Musica exanimata pour violoncelle et orchestre de chambre (1983)

### Musique de chambre et instrumentale
- Partita in E minor pour alto et piano (1944)
- Musik pour alto et piano (1945)
- Musik für Streichinstrumente I pour quatuor à cordes (1945)
- Sonata in A pour violon et piano (1945)
- Musik für Streichinstrumente II pour 2 altos, violoncelle et contrebasse (1946)
- Musik für Streichinstrumente III pour violon solo, 2 altos, violoncelle et contrebasse (1946)
- Trio pour hautbois, alto et basson  (1946)
- Kammermusik pour quintette de cuivres (1947)
- Musik für Oboe und Streichinstrumente (1947)
- Musik für Streichinstrumente IV pour 2 violins, alto, violoncelle et contrebasse (1947)
- Musik für Streichinstrumente V, Trio pour violon, alto et violoncelle (1947)
- Sextett pour flûte, trompette, basson, violon, alto et contrebasse (1947)
- Konzert für zwölf Instrumente pour piccolo, flûte, clarinette, basson, trombone, tuba, 2 altos, violoncelle, contrebasse, piano et timbales (1948)
- Musik für Fagott, Streichinstrumente und Klavier (1948)
- Musik für Viola allein pour alto solo (1948)
- Divertissement pour flûte, hautbois et basson (1949)
- Duo pour alto et violoncelle (1949)
- Musik für Trompete, Streichinstrumente und Klavier pour trompette, 2 altos, violoncelle, contrebasse  et piano (1949)
- Musik für Violoncello allein pour violoncelle seul (1949)
- Musique pour alto et contrebasse pour alto et contrebasse (1949)
- Musik für Streichinstrumente VI pour 2 violons, alto, violoncelle et contrebasse (1950)
- Musik für Streichinstrumente VII, Trio pour 2 altos et contrebasse (1950)
- Certamen musicum pour flûte et cor (1951)
- Duo pour violon et alto (1951)
- Flötenmusik pour flûte à bec alto et clavecin (1951)
- Konzertantes Quartett pour hautbois, cor, alto et basson (1951)
- Oktett pour clarinette, cor, basson, 2 violins, alto, violoncelle et contrebasse (1951)
- Pastorale pour alto da gamba (1951)
- Rectus motus pour violon, alto et violoncelle (1951)
- Serenata pour violon, alto, cor et basson (1951)
- Sextett pour hautbois, cor anglais, trompette, cor et 2 bassons (1951)
- String Quartet (1951)
- Duo pour flûte à bec alto et alto (1952)
- Varia Vestis pour 2 violons, 2 altos et violoncelle (1952)
- Hornquartett pour 4 cors (1953)
- Ruminatio pour alto et piano (1953)
- Tänze (Dances) pour 3 violons (1953)
- Toccata pour 2 flûtes à bec alto et clavecin (1953)
- Trio pour hautbois, cor et basson  (1953)
- Trio pour flûte à bec alto, viole d'amour et luth (1953–1955)
- Invocatio pour violon, violoncelle et piano (1954)
- Musica exanimata pour violoncelle et piano (1954, 1983)
- Tänze (Dances) pour violon et piano (1955)
- Etüde: Eine Technische und Durchaus Musikalische Etüde pour violon et piano (1956)
- Quintett pour flûte, hautbois, clarinette, cor et basson (1956)
- Tre Poemi per Angelo pour trompette, cor et 2 trombones (1957)
- Trio pour violon, flûte à bec et guitare (1961)
- Chanson Gaillarde pour hautbois (ou violon), violoncelle (ou basson) et clavecin (ou piano) (1963)
- Cogitatio pour flûte, hautbois, clarinette, cor, basson, violon, alto, violoncelle et contrebasse  (1964)
- Musica articolata pour 13 vents (1970)
- Oblectatio vespertina pour flûte et harpe (1970)
- Quartett I pour flûte à bec alto, alto da gamba, guitare et percussion (1971)
- Trio I Bruchstücke pour flûte, hautbois et violoncelle (1971)
- Trio II Floskeln pour violon, violoncelle et piano (1973)
- Conjunctio pour violon et harpe (1975)
- Trio III Syngrapha pour violon, alto et violoncelle (1975)
- Il promesso pour 8 flûtes (1976)
- Minutatim pour violon solo (1978)
- Exercitium Canonicum, 4 Pièces Canoniques pour 2 altos (1980)
- Colloquio concertante pour flûte, hautbois, violon, alto et violoncelle (1982)
- Obolus pour 6 hautbois (1983)
- Trifolium octangulum pour viole d'amour, hammered dulcimer et violoncelle (1983)
- Tubilustrium: Eine Übung im Blasen pour tuba et piano (1985)
- Oculus pour cor, 2 trompettes, trombone et tuba (1986)
- Quartett pour 9 flûtes à bec (1986)
- HiLaRaTiO pour viole d'amour, flûte traversière, violon et contrebasse  (1987)
- Blechsalat pour 3 trompettes et 3 trombones (1989)
- Quadriga pour 4 trombones (1990)
- Sinfonia, Wiegenlied und Tanz pour viole d'amour, violon et contrebasse (ou violoncelle) (1993)
- Fetzig pour cor et piano (1996)
- Drei Stücke für 3 Hörner I pour 3 cors (1996)
- Drei Stücke für 3 Hörner II pour 3 cors (1996)
- Drei Stücke für 3 Hörner III pour 3 cors (1996)
- Ein Thema, 3 Pièces pour cor et piano (1996)
- Musica pro cornuario profundo pour cor et piano (1996)
- quartilatus medium et facile, 4 Pièces pour cor et piano (1996)
- quatuor capitibus, 3 Pieces pour 4 cors (1996)
- Terz, Quart und Quint, 3 Pièces pour 2 cors (1996)
- 4 Stücke pour cor et piano (1996)
- 2 Stücke für tiefes Horn und Klavier (1996)
- Wettstreit zwischen Dur und Moll pour 2 viole d'amour (1997)
- Oblectatio vespertina pour trombone et harpe (1998)
- Octangulum pour viole d'amour et piano (1999)

### Harpe
- Stadium Veronicae, 6 Pièces (1971)
- La Nostalgia: Walzer-Paraphrase (1977)

### Clavecin et clavicorde
- 4 Orgelpfeifen stellen sich vor, 4 Petites Pièces pour clavecin (1946)
- 5 Toccaten (1957)
- Una mesata (1985)

### Orgue
- Der du bist drei in Einigkeit, Chorale Fantaisy (1944)
- Gib Fried, o frommer, treuer Gott, Chorale Prelude (1944)
- Flügelaltar: Musica pro Organo III nach Herbert Boeckl (1946)
- Musica pro orgueo (1946)
- Praeambulum in drei Teilen und Fuge (1946)
- Resurrectio, Musica Sacra (1946)
- 4 Praeambeln (1953)
- Praeludium und Fuge Halapé (1954)
- Praeambulum und Fuge pour orgue positif (1960)
- Luctus et gaudium (1980)
- Christ ist erstanden, Chorale Variations (1995)

### Piano
- 5 Fugen (1944)
- Passacaglia in G minor (1944)
- Präludium und Fuge in F minor (1944)
- Sonata in F major (1944)
- Sonatina in D major (1944)
- Toccata in G major (1944)
- Variationen über ein Thema von Joseph Haydn (1944)
- Variationen über ein Thema von Wolfgang Amadeus Mozart pour piano à 4-mains (1945)
- Annexus musicae cum ratione pour piano à 4-mains (1946)
- Hausmusik pour piano à 4-mains (1946)
- Schlagstück pour piano à 4-mains (1946)
- Progressio (1952)
- Sempre legato (1953)
- Stimmungen, 5 Pièces (1955)
- 3 Klavierstücke (1973–1974)

### Musique vocale
- 2 Lieder pour mezzo-soprano et piano ou trio à cordes (1949); texte de Barbara Peter
- Triptychon, 3 Songs pour baryton, 2 hautbois, 2 basson, trompette et trombone (1949); texte de Barbara Peter
- Abendlied eines Bauernmanns pour baryton et orchestre à cordes (1950); texte de Matthias Claudius
- 3 Narrenlieder pour baryton et piano (1960); texte d As You Like It de William Shakespeare
- Einsame Träume, Rilke Variations pour soprano, baryton et orchestre de chambre (1965); texte de Rainer Maria Rilke
- Code maçonnique pour basse et piano (1979)
- Communio pour soprano et orgue (1995)
- 5 Lieder pour soprano et orchestre à cordes (1998); texte d'Élisabeth de Bavière

### Musique chorale
- Gesang von mir selbst pour solistes, chœur et orchestre (1946); texte de Walt Whitman
- Missa pro coro a cappella (1946)
- Sinfonia II Domenica in passione pour chœur d’enfants et orchestre (1946)
- Messe pour chœur, ensemble et orgue (1947)
- Auf meinen lieben Gott, Cantate pour soprano, chœur et ensemble de chambre (1948); texte de Sigmund Weingartner
- Wen der Himmel retten will, dem gibt er die Liebe, Oratorio pour soprano, ténor, baryton, chœur mixte et orchestre (1949); texte de Lao Tseu
- Der jüngste Tag pour chœur, 2 (ou plus) altos, violoncelle et contrebasse (1951); texte de Christian Friedrich Daniel Schubart
- Agamemnon muß sterben (Agamemnon Must Die), Cantate pour mezzo-soprano, ténor, baryton, récitant, 2 chœurs et orchestre (1954–1955); texte de Rudolf Bayr
- Die Vogelscheuche pour chœur d’enfants à 3 voix a cappella (1956); texte de Wladimir von Hartlieb
- Legende von Oedipus, Cantate pour baryton, récitant, chœur mixte et orchestre (1956); texte de Rudolf Bayr
- Gedicht 13.5.1941 pour chœur mixte a cappella (1962); texte de Pablo Picasso
- Kantate zur Eröffnung der Fritz-Erler-Schule pour chœur, alto, piano et percussion (1976)
- Vier Chöre (4 Choruses) (1982); texte de la comédie Henno de Johannes Reuchlin
- Missa Seitenstettensis, Messe allemande pour cantor, chœur, cuivres, timbales et orgue (1987)
- Fünf lateinische Sinnsprüche pour chœur d’hommes(1990)
- Geraser Orgelmesse pour cantor, chœur et orgue (1995)
- Flügelschlag pour chœur d’enfants et piano (1999)